# Anthony Coleman

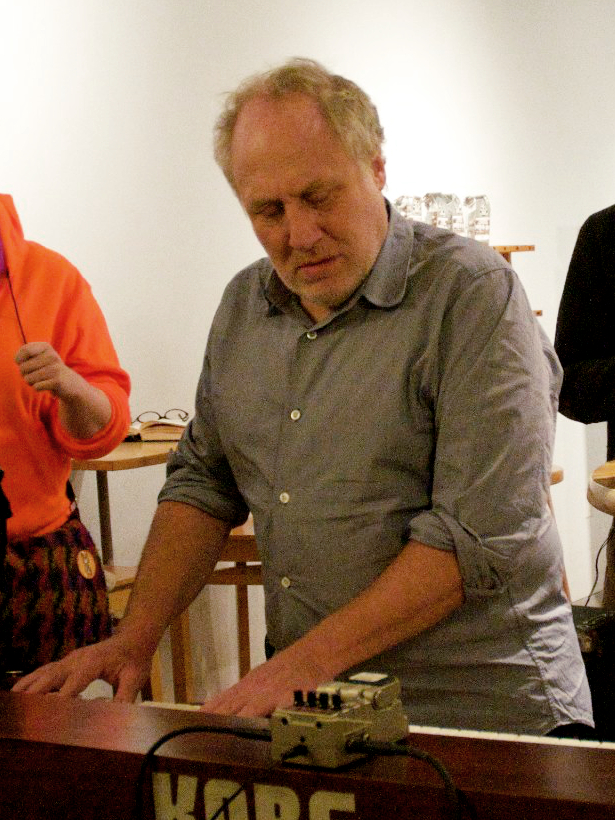
Anthony Coleman beim Soundcheck 2012

Anthony Coleman (* 30. August 1955 in Brooklyn, New York) ist ein amerikanischer Jazz- und Improvisationsmusiker (Piano, Keyboard, Posaune, Gesang, Komposition).

## Leben und Wirken
Coleman nahm Unterricht bei Jaki Byard und studierte Komposition am New England Conservatory of Music und an der Yale School of Music. Ferner nahm er an einem Seminar Mauricio Kagels im Centre Acanthes in Aix-en-Provence teil. Dann kehrte er nach New York City zurück, wo er durch sein Spiel mit John Zorn bekannt wurde. Er war an der Einspielung von Zorns Alben Cobra, Kristallnacht, The Big Gundown, Bar Kokhba und Spillane beteiligt. Weiterhin arbeitete er mit Elliott Sharp, David Moss, Dave Douglas, Guy Klucevsek, Marc Ribot (Los Cubanos Postizos), David Krakauer, Shelley Hirsch, Greg Cohen, Joey Baron und weiteren Musikern der Downtownszene, der er bis heute verbunden ist. Gemeinsam mit Roy Nathanson betrieb er mehrere Projekte und veröffentlichte Alben wie Lobster and Friend, wo avantgardistischer Jazz mit jüdischem Entertainment verknüpft wurde. Auf der RuhrTriennale 2005 stellte er Sanda Weigl mit Gypsy in a Tree vor.
Seinen eigenen Bands Sephardic Tinge und The Selfhaters, mit denen er in Europa gastierte und mehrere Alben aufnahm, reflektieren sein Interesse an jüdischer Kultur. Auf With Every Breath nahm er als erster Jazzmusiker eine Sabbatfeier in einer New Yorker Synagoge auf, an der neben Rabbinern und Kantoren auch zahlreiche Mitglieder des Downtown-Zirkels beteiligt waren. 2006 interpretierte er auf Shmutsige Magnaten Lieder des jiddischen Komponisten und Holocaust-Opfers Mordechaj Gebirtig. Zu hören ist er auch auf Fay Victors Album Life Is Funny That Way (2024) mit dem Herbie Nichols Sung Quintet.
Coleman gab der Downtownszene besondere Impulse als Komponist. Besonders charakteristisch ist dabei die „Balance von extremer Tongestaltung und einem filigran romantischen Melodiebewusstsein“ (W. Kampmann). Er komponierte für Bang on a Can, für die Harfenistin Carol Emanuel und für Klucevsec. Im Frühjahr 2003 lehrte er am Bennington College in Vermont. 2004 stand Coleman im Zentrum des dreitägigen Festivals Abstract Adventures in Brüssel. Seit 2005 ist er am New England Conservatory tätig.
Anthony Coleman ist mit der Künstlerin Ljiljana Randjic verheiratet.

## Diskographische Hinweise
- The End of Summer (Tzadik, 2014)
- Pushy Blueness (Tzadik, 2006)
- Shmutsige Magnaten. Coleman Plays Gebirtig (Tzadik, 2006)
- With Every Breath: The Music Of Shabbat At BJ (Knitting Factory Works, 1999)
- Selfhaters (Tzadik, 1996;  mit Doug Wieselman, Michaël Attias, Fred Lonberg-Holm, Jim Pugliese)
- Sephardic Tinge (Tzadik, 1995)
- Lobster & Friend (Knitting Factory Works, 1993)
- Disco by Night (Avant, 1992)

## Kompositionen (Auswahl)
- Latvian Counter-Gambit, for chamber orchestra
- Mise en Abime
- Goodbye and Good Luck
- Dancers/Meet The Composer

## Lexigraphische Einträge
- Wolf Kampmann (Hrsg.), unter Mitarbeit von Ekkehard Jost: Reclams Jazzlexikon. Reclam, Stuttgart 2003, ISBN 3-15-010528-5.